# Виллак
Вилла́к (фр. Villac) — коммуна во Франции, находится в регионе Аквитания. Департамент — Дордонь. Входит в состав кантона От-Перигор-Нуар. Округ коммуны — Сарла-ла-Канеда.
Код INSEE коммуны — 24580.

## География

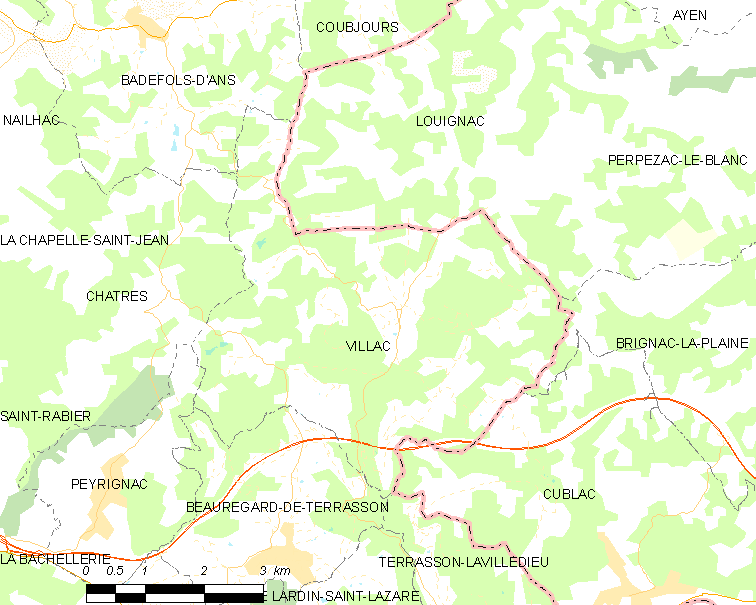
Карта коммуны

Коммуна расположена приблизительно в 420 км к югу от Парижа, в 150 км восточнее Бордо, в 45 км к востоку от Перигё.
По территории коммуны протекает река Эль.

### Климат
Климат умеренный океанический со средним уровнем осадков, которые выпадают преимущественно зимой. Лето здесь долгое и тёплое, однако также довольно влажное, здесь не бывает регулярных периодов летней засухи. Средняя температура января — 5 °C, июля — 18 °C. Изредка вследствие стечения неблагоприятных погодных условий может наблюдаться непродолжительная засуха или случаются поздние заморозки. Климат меняется очень часто, как в течение сезона, так и год от года.

## Население
Население коммуны на 2010 год составляло 243 человека.
| 1962 | 1968 | 1975 | 1982 | 1990 | 1999 | 2010 |
| ---- | ---- | ---- | ---- | ---- | ---- | ---- |
| 420  | 371  | 275  | 276  | 252  | 225  | 243  |

## Администрация
| Период | Период | Фамилия        | Партия                   | Примечания |
| ------ | ------ | -------------- | ------------------------ | ---------- |
| 1971   | 2008   | Арис Сальвья   | Радикальная левая партия | адвокат    |
| 2008   | 2020   | Лоран Пеллерен | Социалистическая партия  | рабочий    |

## Экономика
В 2010 году среди 145 человек трудоспособного возраста (15-64 лет) 112 были экономически активными, 33 — неактивными (показатель активности — 77,2 %, в 1999 году было 69,7 %). Из 112 активных жителей работали 101 человек (52 мужчины и 49 женщин), безработных было 11 (10 мужчин и 1 женщина). Среди 33 неактивных 5 человек были учениками или студентами, 22 — пенсионерами, 6 были неактивными по другим причинам.

## Достопримечательности
- Особняк Сальвья (XVI век). Исторический памятник с 1979 года[5]
- Пещера с наскальными рисунками (эпоха палеолита). Исторический памятник с 2005 года[6]

## Фотогалерея

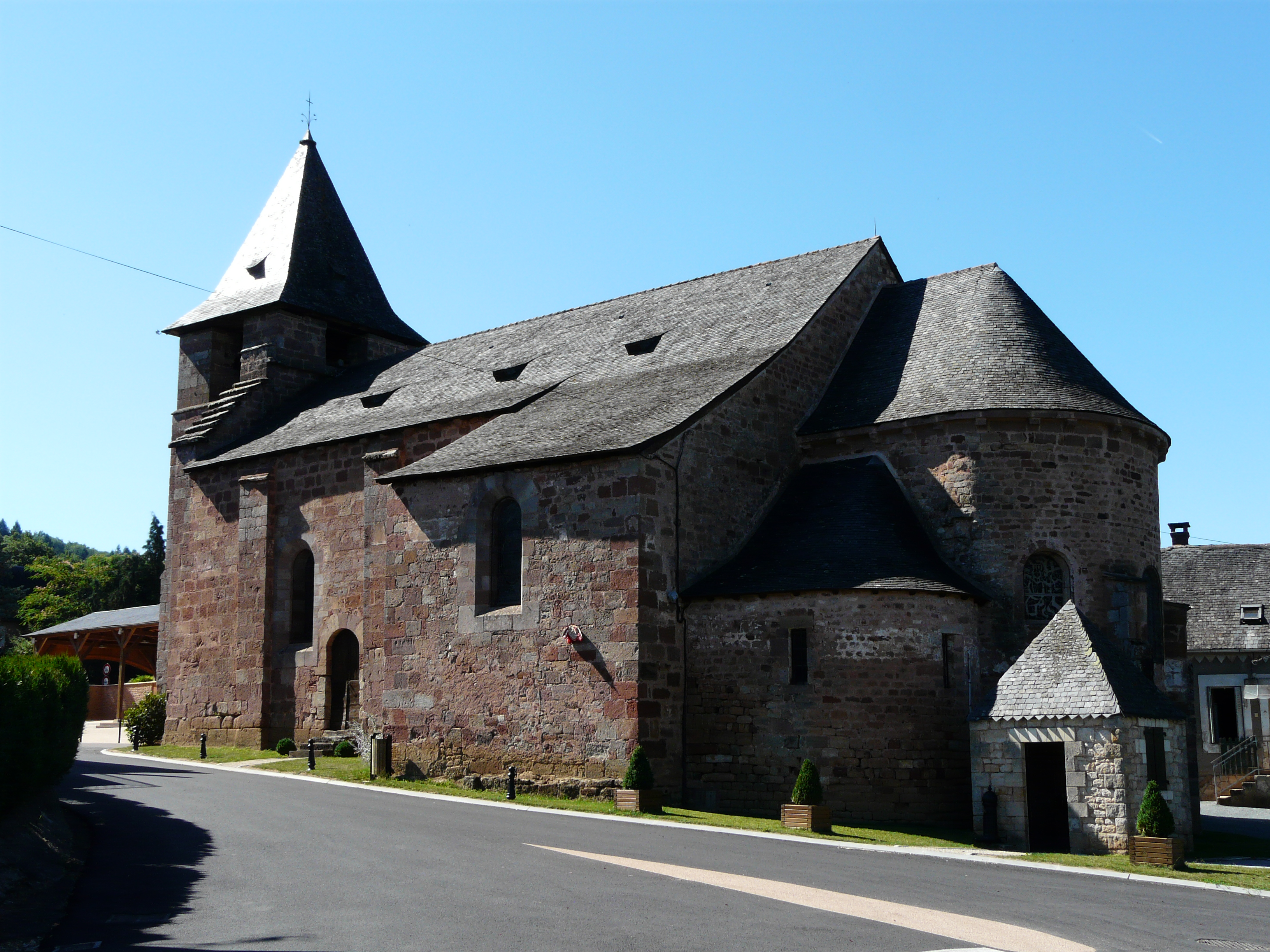
Церковь Св. Ведаста
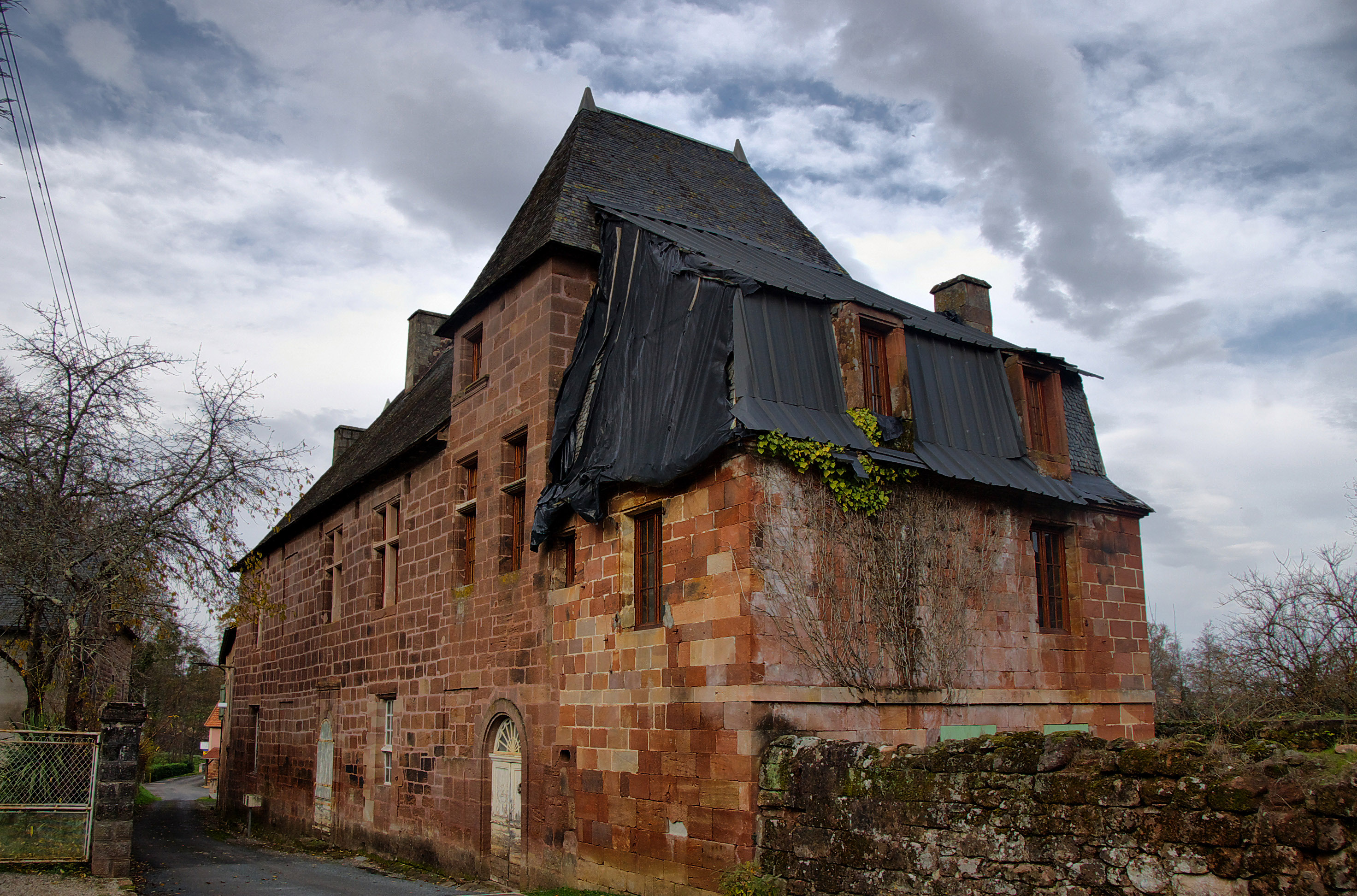
Особняк Сальвья
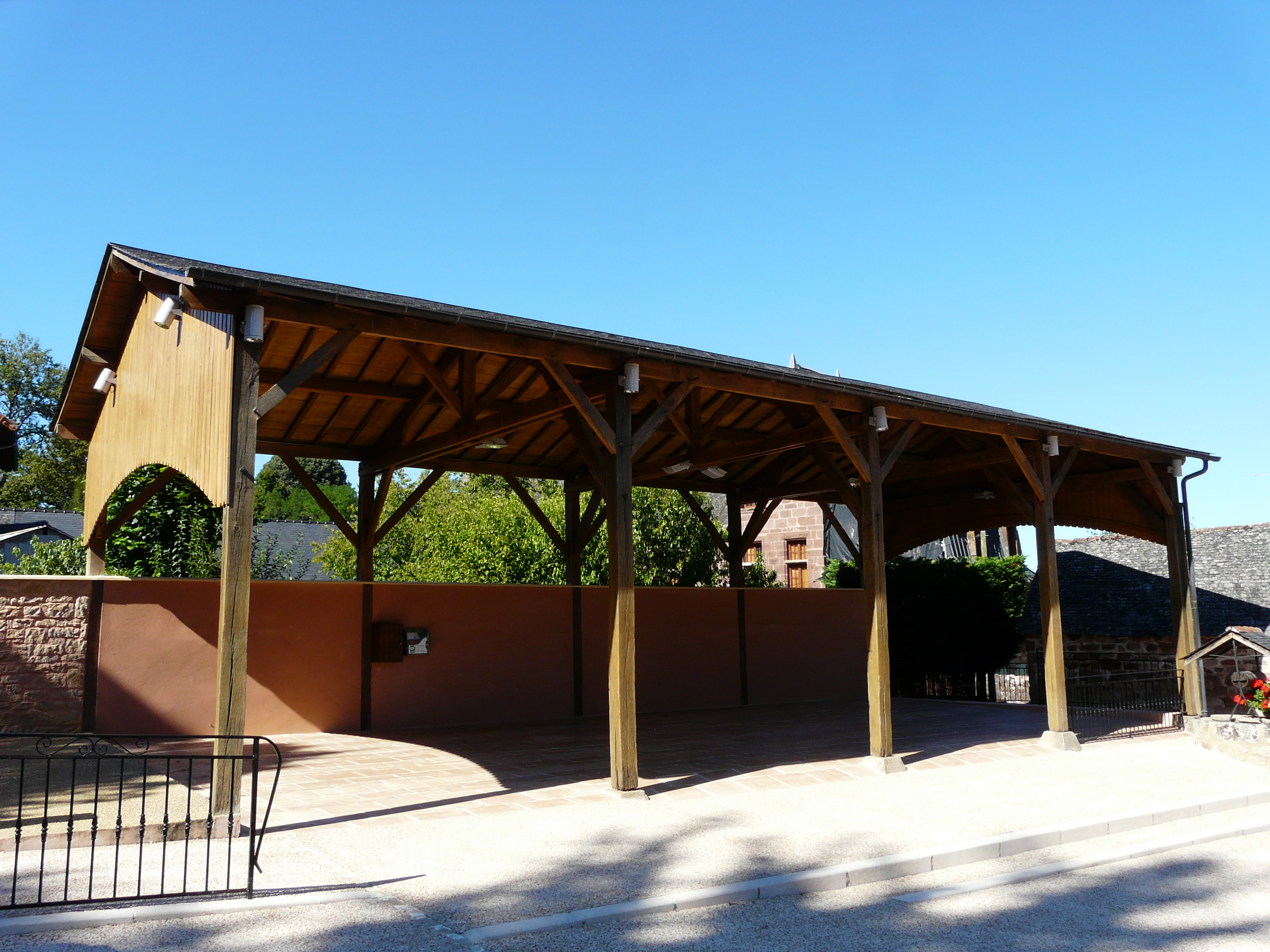
Крытый рынок
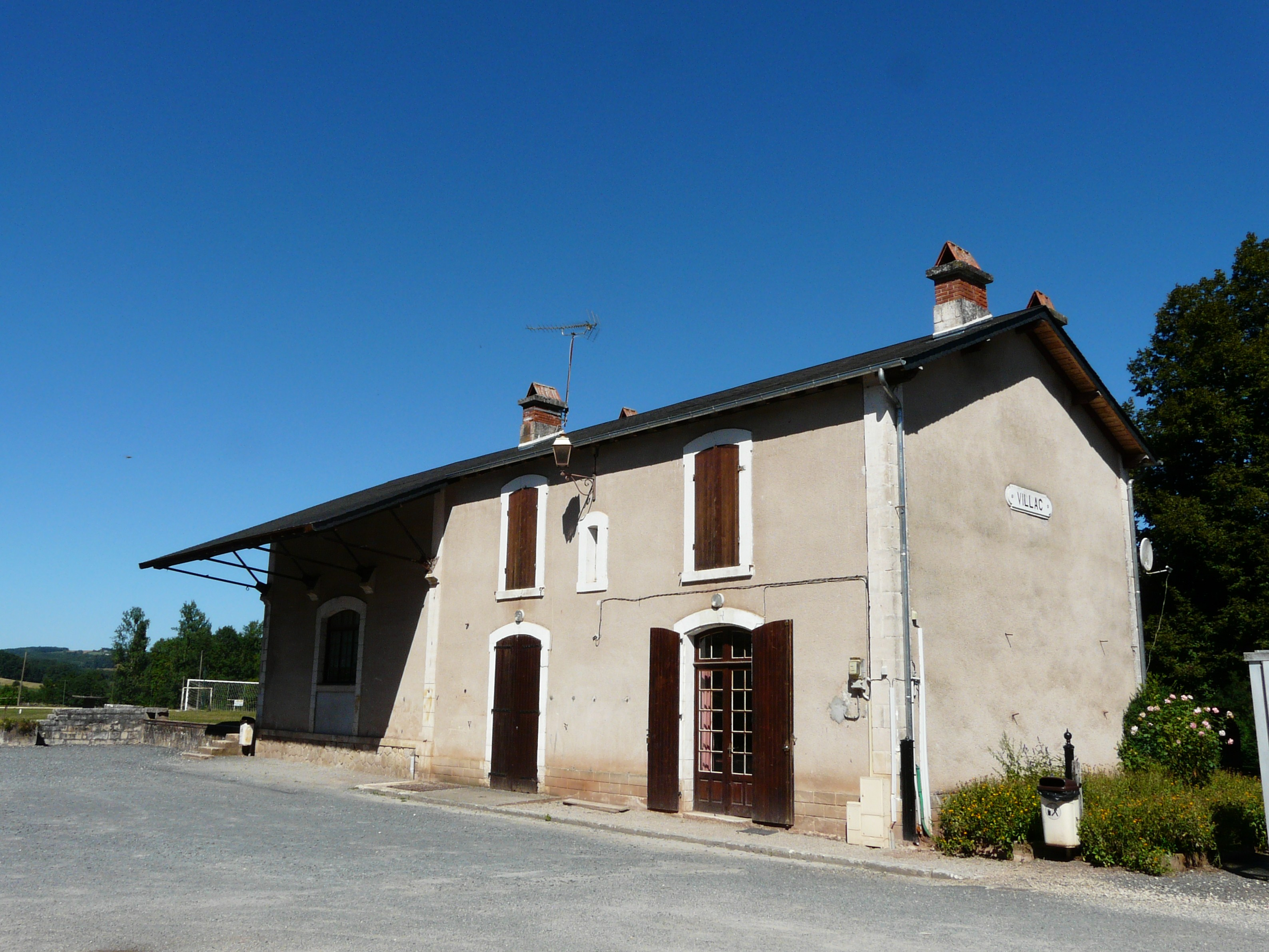
Вокзал
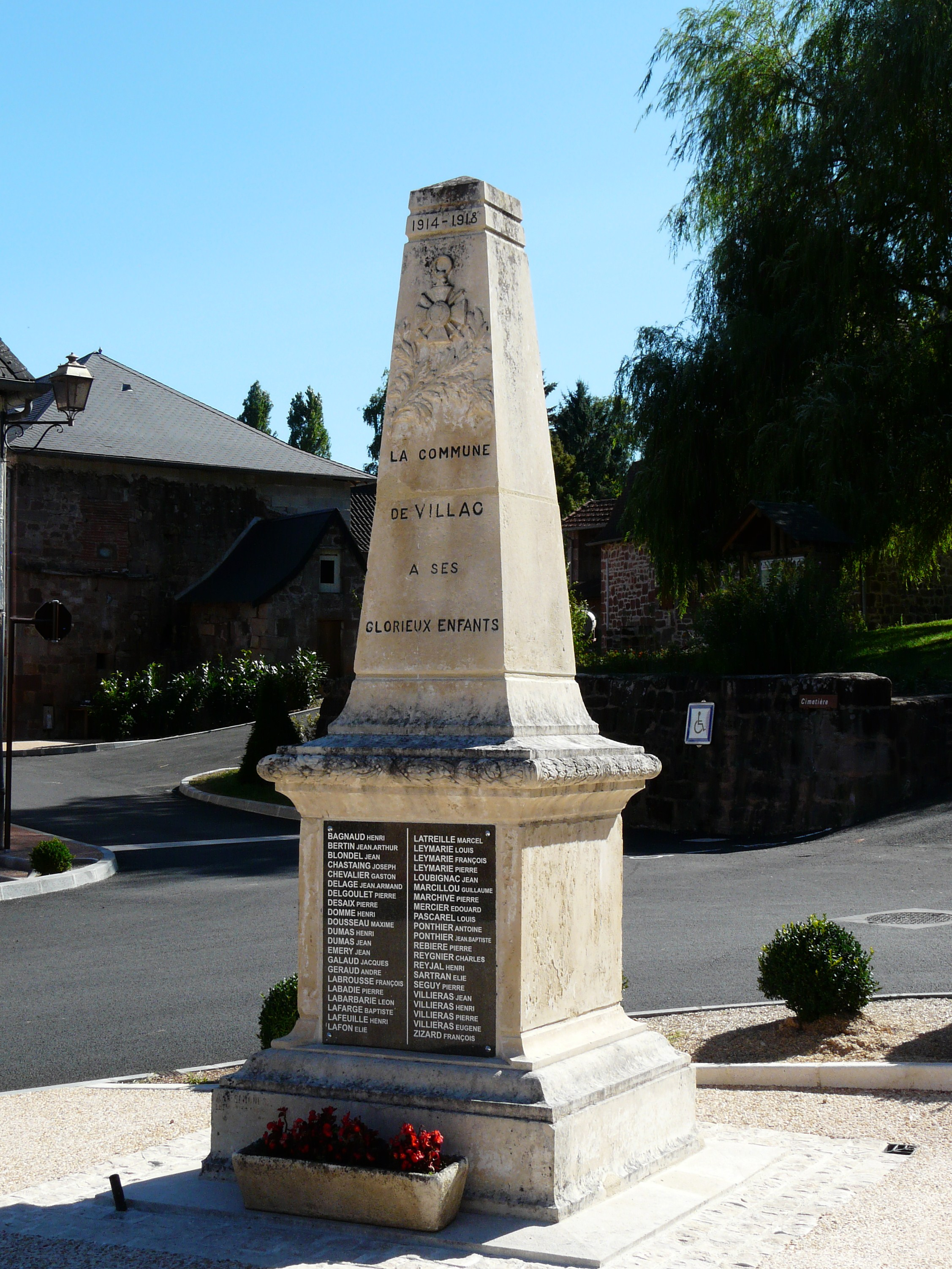
Военный мемориал
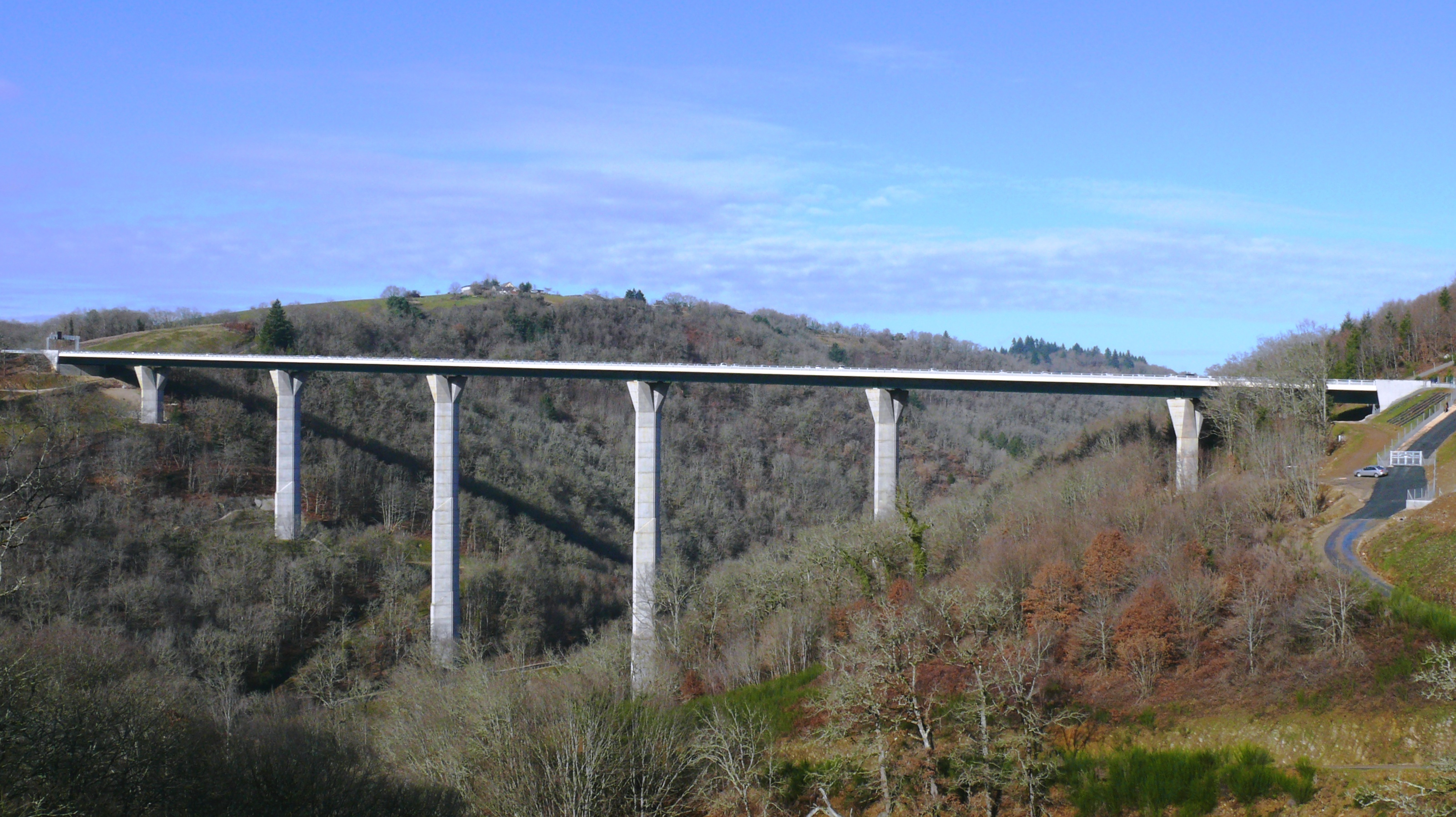
Виадук через реку Эль